# Severo Fernández Alonso Caballero
Pour les articles homonymes, voir Caballero.
Severo Fernández Alonso Caballero (15 août 1849, Sucre (Bolivie) — 12 août 1925, Cotagaita (Potosí)) est un homme d'État bolivien. Il a été président de la Bolivie entre 1896 et 1899.

## Biographie
Severo Fernández Alonso Caballero étudie le droit à l’université San Francisco Xavier et exerce le métier d'avocat pour les grandes entreprises minières.
Il a été journaliste pour les journaux El régimen Legal et El País de Sucre (Bolivie).
Il a été ministre sous les présidences d'Aniceto Arce Ruiz et de Mariano Baptista Caserta. Il fut ensuite le premier vice-président de Mariano Baptista Caserta et de fait le président du congrès.
Il devient président en 1896. Sous sa présidence, le Palacio de Gobierno de Sucre est construit, le cinéma arrive en Bolivie en 1896 et il fonde la ville de Puerto Alonso. Il est le président le plus jeune de la période conservatrice. Il fait face à une guerre civile lorsque les libéraux s'opposant à la ley de radicatoria forment une junte à La Paz. La guerre éclate en Oruro et oppose l'armée constitutionnelle commandée par Fernández et les forces de José Manuel Pando et de Pablo Zárate Willka. Après quatre mois, Fernández est défait lors de la bataille du Segundo Crucero et émigre au Chili.